# Baureihe
Als Baureihe, Modell oder (insbesondere in Österreich) Typ werden in vielen Bereichen der Technik Geräte oder Produkte bezeichnet, die in vielfacher Ausführung in gleichartiger Weise gefertigt wurden, ggf. mit gemeinsamer Bauartzulassung. Diese Bezeichnung wird vor allem dann verwendet, wenn das gleiche Produkt vorher oder nachher oder auch gleichzeitig in ebensolchem Umfang, jedoch in deutlich abweichender Weise z. B. nach einer Modellpflege, gebaut wurde oder wird. Bei Flugzeugen spricht man von Mustern.
In Zusammenhang mit der Baureihenentwicklung bezeichnet man als Baureihe auch die Gruppe von ähnlichen technischen Gebilden, die in unterschiedlichen Größenordnungen vorliegen. Zum Beispiel eine Gruppe von speziellen Schrauben oder von Elektromotoren geordnet von klein bis groß.
Die Größeneinteilung erfolgt dabei häufig nach der Methode der geometrischen Folge mittels Normzahl. Meistens liegen in einer Baureihe Halbähnlichkeiten vor, da natürlich mit der Größe einer Anlage nicht die Menschen mitwachsen, die diese Anlage bedienen. Ein anderer Grund für Halbähnlichkeiten sind technologische Anforderung und Forderung nach einer guten Materialausnutzung, wobei die Beanspruchung des Materials nach vom Größenfaktor unterschiedlichen Faktoren wachsen können.
Der Begriff wird sinnvollerweise stets mit einer zusätzlichen Kennzeichnung verwendet, im einfachsten Falle etwa mit zeitlichem Bezug z. B. „die vorige Baureihe“ oder zusammen mit Name, Code oder (abgekürzter) Jahreszahl, eines z. B. „die Luxus-Baureihe“, „die Baureihe V 200“, oder Typ ’97.
Ob ein Erzeugnis zu einer definierten Baureihe gehört oder welche Erzeugnisse eine gemeinsame Baureihe bilden, entscheidet gewöhnlich der Produzent, der Hersteller oder der Eigentümer.